# NGC 5247
NGC 5247 је спирална галаксија у сазвежђу Девица која се налази на NGC листи објеката дубоког неба.
Деклинација објекта је - 17° 53' 5" а ректасцензија 13h 38m 2,9s. Привидна величина (магнитуда) објекта NGC 5247 износи 9,9 а фотографска магнитуда 10,7. Налази се на удаљености од 22,2000 милиона парсека од Сунца. NGC 5247 је још познат и под ознакама ESO 577-14, MCG -3-35-11, UGCA 368, IRAS 13353-1737, PGC 48171.